# 清水イチロウ
清水 イチロウ（しみず イチロウ、1971年12月25日 - ）は、日本の飲食店経営者、俳人。
岐阜県高山市出身、岐阜県立斐太高等学校、早稲田大学卒業。血液型AB型。
姉はタレントの清水ミチコ。

## 人物
実家は1969年に開店した高山市初のジャズ喫茶。自身は東京で映画監督を目指していたが、従業員不足により実家に呼び戻され、そのまま後を継いだ。
細野晴臣や高田渡のモノマネをこなす。細野のモノマネは細野本人にも気に入られており、細野や矢野顕子、姉ミチコのコンサートにたびたびゲスト出演をしている。矢野顕子の40周年記念コンサートでは、細野晴臣役として姉と共に出演した。
小学校のときのあだ名は、いっちゃん。中学校、高校ではハンドボール部に所属しておりエースだった。
大学時代は早稲田大学モダン・ジャズ研究会に所属。レギュラーグループでアルト・サクソフォーンを演奏していた。
音楽を趣味とし、ピアノ、サクソフォーン、ベース、ギター、三味線を演奏する。
俳句を趣味とし、2015年1月に高山市民時報社より句集『蛍火』を上梓。自身のブログ「清水イチロウの『俳句』オリティ」にて不定期に発表している。

## 出演

### テレビ
- 徹子の部屋（2018年12月3日、テレビ朝日系列）[6]
- 細野晴臣イエローマジックショー2（2019年1月1日、NHK BS4K／1月2日、NHK BSプレミアム）[7]